# Ала-Баш
Ала-Баш (кирг. Ала-Баш) — село в Тонском районе Иссык-Кульской области Кыргызстана. Входит в состав Ак-Терекского аильного округа. Код СОАТЕ — 41702 220 805 02 0.

## Население
По данным переписи 2009 года, в селе проживал 1151 человек.